# Kardiogoniometrie
Die Kardiogoniometrie, auch Cardiogoniometrie (CGM), stellt ein Verfahren zur belastungsfreien Ischämiediagnostik dar.
Das Verfahren selbst basiert auf der räumlich-zeitlichen Auswertung elektrokardiographischer Daten und wurde von dem Schweizer Kardiologen Sanz entwickelt.
Entsprechend der anatomischen Herzlage werden dem Patienten fünf Elektroden angelegt. Dieses Anlageschema hat dabei die Besonderheit, dass alle Elektroden einen definierten Abstand, entsprechend der Brustkorbhöhe des Patienten, zueinander haben und die Achsen bereits senkrecht zueinander ausgerichtet sind. In zwölf Sekunden Aufnahmedauer kann so eine dreidimensionale Aufzeichnung der elektrischen Erregungsausbreitung am Herzen getätigt werden. Der Patient wird nicht wie z. B. bei der Ergometrie belastet. Die Untersuchung wird liegend, in Ruhe und möglichst in Atemstillstand (nach Ausatmung) durchgeführt.
Bei einer Aufnahme werden mehrere hundert Parameter ermittelt, die dann zur Beurteilung der Myokardmasse und der Blutversorgung des Myokards herangezogen werden. Neben der Analyse dieser verschiedenen Parameter erfolgt auch die graphische Auswertung der Daten mittels einer räumlichen Darstellung der Potentiale in Form von „Schlingen“, ähnlich der Vektorkardiographie.
Aus dem EKG ist bekannt, dass der QRS-Komplex der Depolarisation und der Bereich der T-Welle der Repolarisation des Ventrikels zugeordnet werden können. Ein Sauerstoffmangel während der Repolarisation zeigt entsprechende Veränderungen in der T-Schlinge. So können frühzeitig Zeichen für eine bestehende Myokardischämie durch Veränderungen der Repolarisationsphase erkannt werden.  Analog können Myokardschädigungen durch Veränderung der Depolarisationsphase diagnostiziert werden.